# Laurasiatheria
Laurasiatheria là một nhóm lớn của thú có nhau thai, được cho là có nguồn gốc từ vùng phía bắc của siêu lục địa Laurasia. Nhóm này bao gồm chuột chù, nhím gai, tê tê, dơi, cá voi, hầu hết động vật móng guốc, và thú ăn thịt.

## Phân loại và phát sinh chủng loài
Laurasiatheria được phát hiện trên cơ sở các trình tự gen tương tự chia sẻ chung của nhiều loài thú thuộc về nó; nhưng chưa có đặc trưng giải phẫu nào được tìm thấy là chung để hợp nhất các nhóm này. Laurasiatheria là một nhánh thường được thảo luận mà không có bậc phân loại Linnaeus,nhưng có một số tác giả đã từng gán cho nó các cấp phân loại như cohort, đại bộ (magnordo) hay liên bộ (superordo). Nhánh Laurasiatheria là dựa trên các phân tích trình tự DNA và có/không có dữ liệu retrotransposon. Tên gọi này xuất phát từ học thuyết cho rằng các loài thú này đã tiến hóa trên siêu lục địa Laurasia, sau khi nó tách ra khỏi Gondwana khi Pangaea tan vỡ. Nó là nhóm có quan hệ chị-em với Euarchontoglires (hay Supraprimates), và cùng nhau chúng tạo thành một nhánh gọi là Boreoeutheria.
Laurasiatheria bao gồm các đơn vị phân loại còn sinh tồn sau đây:
- Eulipotyphla, bao gồm:
  - Erinaceomorpha: nhím gai và đồng minh (xem Erinaceidae)
  - Các họ còn lại của Soricomorpha: chuột chù, chuột chũi (toàn cầu)
- Chiroptera: dơi (toàn thế giới)
- Perissodactyla: động vật guốc lẻ, bao gồm ngựa, lừa, tê giác, lợn vòi.
- Cetartiodactyla[2] (không phân hạng) chứa các bộ sau:
  - Artiodactyla: động vật guốc chẵn, bao gồm lạc đà, lợn, động vật nhai lại (hươu, hươu cao cổ, linh dương, trâu, bò, dê, cừu v. v.) và hà mã; hiện tại được cho là cận ngành.
    - Cetacea: cá voi, cá heo, cá nhà táng
- Ferae (không phân hạng) chứa các bộ:
  - Pholidota: tê tê (châu Phi, Nam Á, Đông Nam Á)
  - Carnivora: mèo, chó, cầy, chồn, gấu, hải cẩu, sư tử, hổ, báo (toàn cầu)

Hiện vẫn còn tại những điều không chắc chắn về cây phát sinh chủng loài của các nhóm còn sinh tồn trong Laurasiatheria, chủ yếu liên quan tới vị trí của Chiroptera và Perissodactyla. Dựa trên nền tảng hình thái học, Chiroptera đã được phân loại trong một thời gian dài vào liên bộ Archonta (cùng với thú nhiều răng và chồn bay) cho tới khi các nghiên cứu di truyền chỉ ra mối quan hệ họ hàng gần của nó với các nhóm thú khác trong Laurasiatheria. Tuy nhiên, các nghiên cứu lại mâu thuẫn với nhau về vị trí chính xác của Chiroptera, với nó thường được liên kết gần với các nhóm như Eulipotyphla, Ferae hoặc với Perissodactyla và Ferae trong đề xuất về nhóm Pegasoferae. Nghiên cứu năm 2011 của Zhou et al. phát hiện ra rằng "cây tái tạo dựng [...] cho bộ dữ liệu 1.608-gen hỗ trợ hoàn toàn cho [...] vị trí cơ sở của Eulipotyphla và vị trí gần đỉnh hơn của Chiroptera" (xem biểu đồ nhánh dưới đây) và các tác giả kết luận rằn "Pegasoferae [...] dường như không là một nhóm tự nhiên". Nghiên cứu gần đây hơn của Nery et al., 2012 hỗ trợ cho kết luận của Zhou et al. sử dụng một tập hợp dữ liệu bộ gen lớn, đặt Eulipotyphla ở vị trí cơ sở và Chiroptera là nhóm chị-em với Cetartiodactyla, với độ hỗ trợ tối đa cho tất cả các nút trong cây phát sinh chủng loài của họ.
Vị trí chính xác của Perissodactyla vẫn ít chắc chắn, với một số nghiên cứu liên kết nó với Ferae trong một nhánh được đề xuất gọi là Zooamata, trong khi các nghiên cứu khác lại hợp nhất nó với Cetartiodactyla thành nhánh Euungulata, một nhánh của cái gọi là 'động vật móng guốc thật sự'; Zhou et al. tìm thấy sự hỗ trợ tốt hơn (nhưng không đầy đủ) cho xu hướng thứ hai, trong khi Nery et al. lại phát hiện thấy Perissodactyla là chị em với Carnivora.
|  | Cetartiodactyla |
|  |                 |
|  | Perissodactyla  |
|  |                 |

|  | Carnivora |
|  |           |
|  | Pholidota |
|  |           |

|  | Cetartiodactyla |
|  |                 |
|  | Perissodactyla  |
|  |                 |

|  | Carnivora |
|  |           |
|  | Pholidota |
|  |           |

|  | Cetartiodactyla |
|  |                 |
|  | Perissodactyla  |
|  |                 |

|  | Carnivora |
|  |           |
|  | Pholidota |
|  |           |

|  | Cetartiodactyla |
|  |                 |
|  | Perissodactyla  |
|  |                 |

|  | Carnivora |
|  |           |
|  | Pholidota |
|  |           |

|  | Cetartiodactyla |
|  |                 |
|  | Perissodactyla  |
|  |                 |

|  | Carnivora |
|  |           |
|  | Pholidota |
|  |           |

|  | Cetartiodactyla |
|  |                 |
|  | Perissodactyla  |
|  |                 |

|  | Carnivora |
|  |           |
|  | Pholidota |
|  |           |

|  | Cetartiodactyla |
|  |                 |
|  | Perissodactyla  |
|  |                 |

|  | Carnivora |
|  |           |
|  | Pholidota |
|  |           |

|  | Cetartiodactyla |
|  |                 |
|  | Perissodactyla  |
|  |                 |

|  | Carnivora |
|  |           |
|  | Pholidota |
|  |           |

Laurasiatheria cũng được người ta ấn định cho là bao gồm vài bộ và liên bộ đã tuyệt chủng, như:
- Meridiungulata
- Condylarthra
- Dinocerata
- Mesonychia
- Creodonta

## Hình ảnh

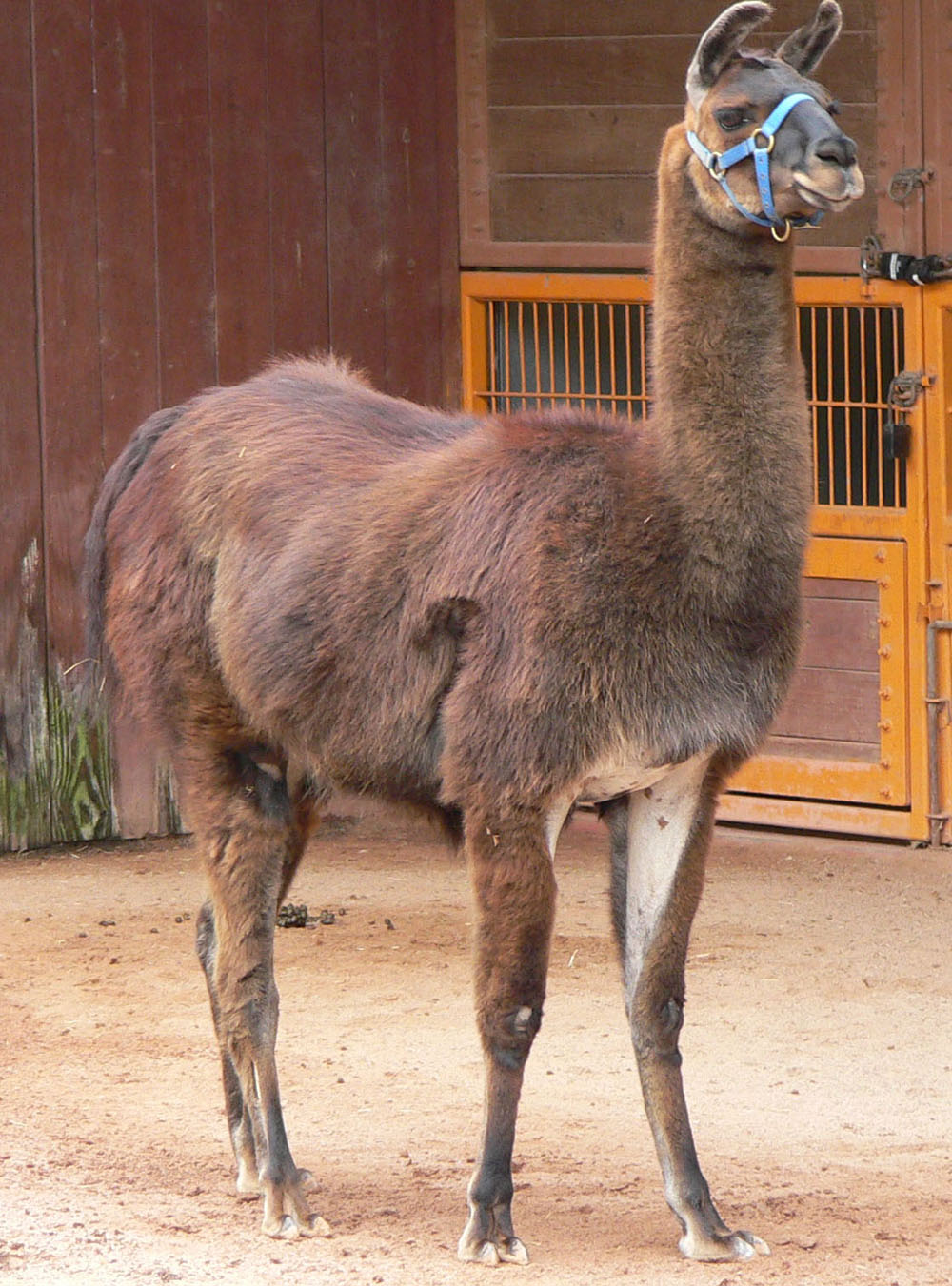
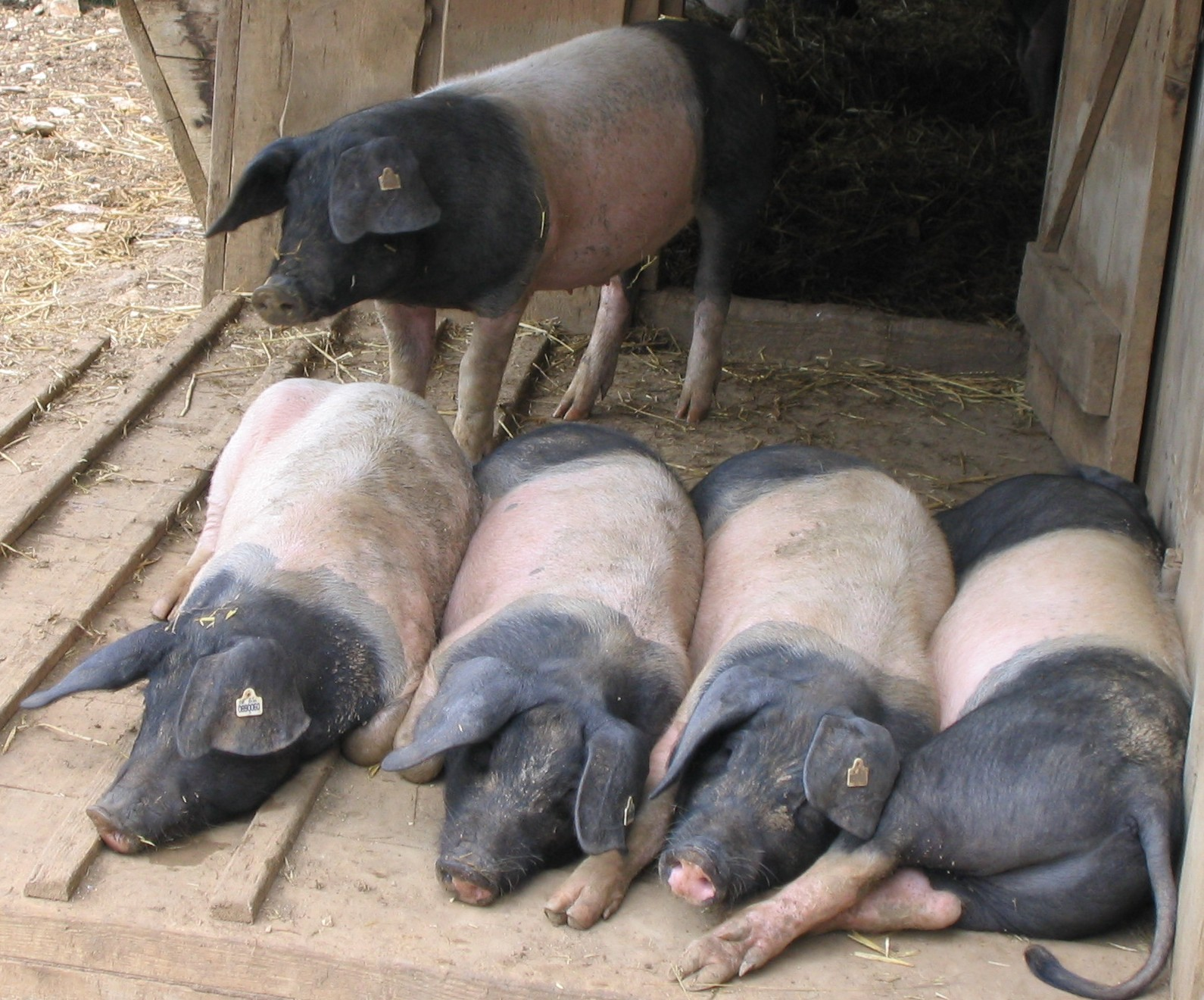
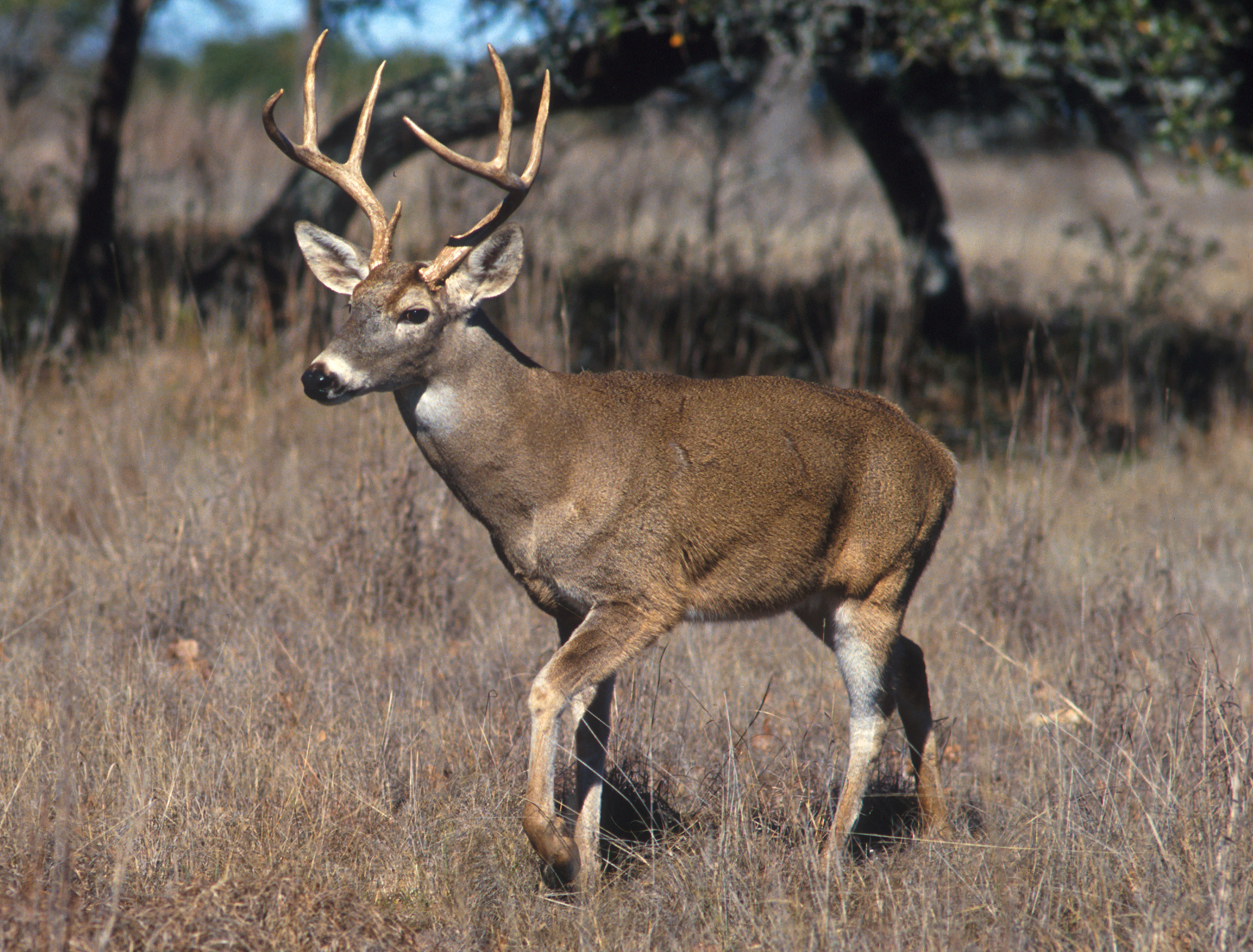
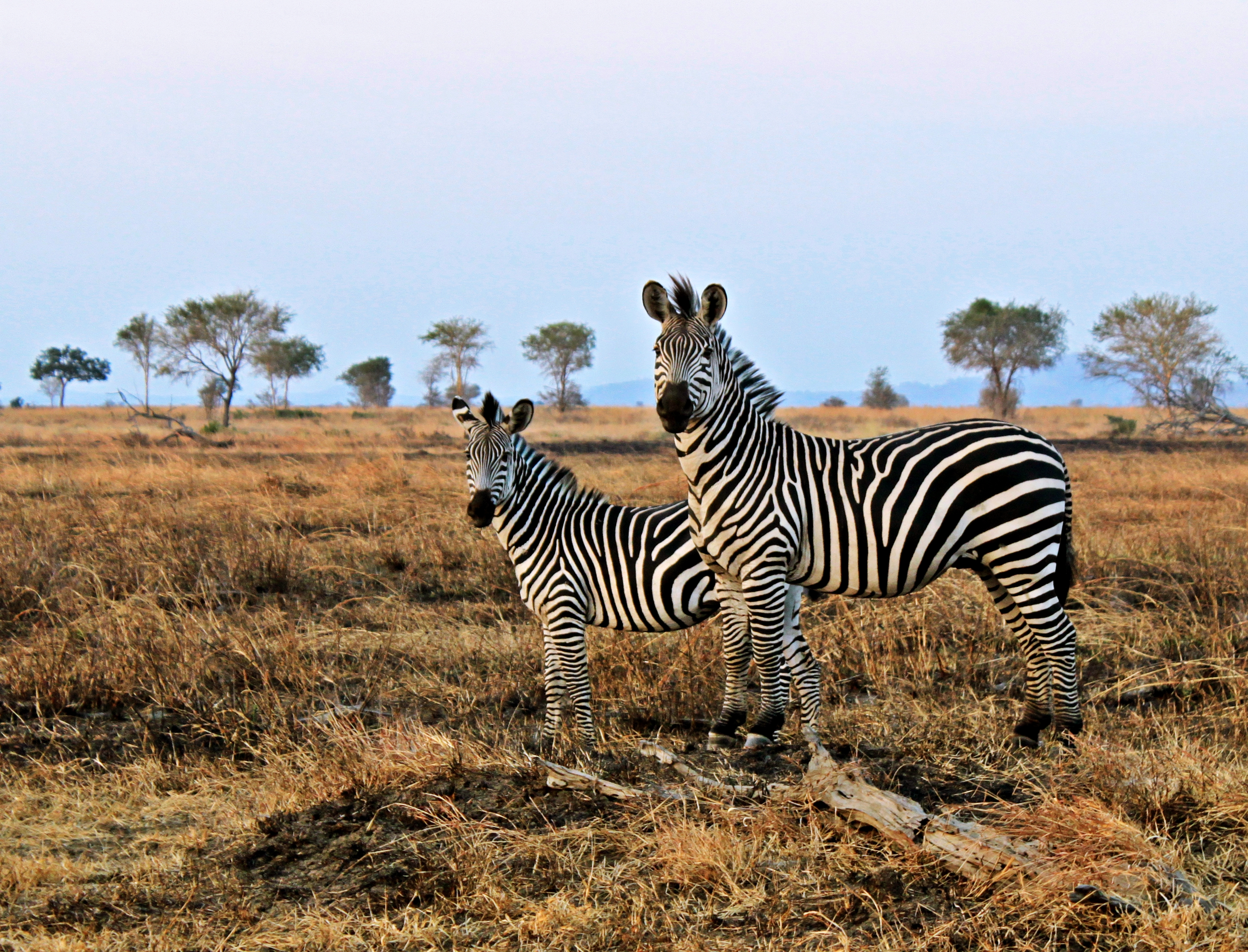